# Mastectomía radical modificada
La mastectomía radical modificada es un tipo de mastectomía practicada para el tratamiento del cáncer de mama. Igual que en la mastectomía radical clásica consiste en la ablación de la totalidad de la mama, incluyendo la piel, la areola y la glándula, así como los ganglios linfáticos axilares del mismo lado que la mama. A diferencia de la mastectomia radical clásica, en la que se extirpan los músculos pectorales mayor y menor, en la mastectomia radical modificada se preservan estos músculos o como máximo se extirpa sólo el menor con objeto de facilitar el acceso a la región más interna de los ganglios linfáticos axilares. Actualmente es el tipo de mastectomia más utilizada por su menor agresividad respecto a la mastectomia radical clásica y consecuentemente menor grado de secuela funcional.